# Jillian Camarena-Williams
Jillian Mary Camarena-Williams (Vallejo, 2 marzo 1982) è un'ex pesista statunitense.
Ha un primato personale di 20,18 m ottenuto l'8 luglio 2011 al Meeting Areva. Il 1º luglio 2013 è stata trovata positiva ad un test antidoping al clomifene e squalificata dalle competizioni per 6 mesi fino al 28 febbraio 2014.

## Palmarès
| Anno | Manifestazione      | Sede     | Evento         | Risultato | Prestazione | Note                          |
| ---- | ------------------- | -------- | -------------- | --------- | ----------- | ----------------------------- |
| 2006 | Mondiali indoor     | Mosca    | Getto del peso | 6ª        | 17,60 m     |                               |
| 2007 | Mondiali            | Osaka    | Getto del peso | 22ª (q)   | 16,95 m     |                               |
| 2008 | Mondiali indoor     | Valencia | Getto del peso | 14ª (q)   | 17,66 m     |                               |
| 2008 | Giochi olimpici     | Pechino  | Getto del peso | 10ª       | 18,24 m     |                               |
| 2009 | Mondiali            | Berlino  | Getto del peso | 22ª (q)   | 16,92 m     |                               |
| 2010 | Mondiali indoor     | Doha     | Getto del peso | 4ª        | 19,34 m     | Miglior prestazione personale |
| 2011 | Mondiali            | Taegu    | Getto del peso | Argento   | 20,02 m     |                               |
| 2012 | Mondiali indoor     | Istanbul | Getto del peso | Bronzo    | 19,44 m     |                               |
| 2012 | Giochi olimpici     | Londra   | Getto del peso | 14ª (q)   | 18,22 m     |                               |
| 2015 | Giochi panamericani | Toronto  | Getto del peso | Argento   | 18,65 m     |                               |
| 2015 | Campionati NACAC    | San José | Getto del peso | Oro       | 18,62 m     | Record dei campionati         |
| 2016 | Mondiali indoor     | Portland | Getto del peso | 5ª        | 18,17 m     |                               |

## Campionati nazionali
- 3 volte campionessa nazionale nel getto del peso (2006, 2010, 2012)
- 8 volte nel getto del peso indoor (2005/2012)

## Altre competizioni internazionali
2010
- Oro al DécaNation ( Annecy), getto del peso - 18,11 m

2011
- Oro al DécaNation ( Nizza), getto del peso - 18,38 m